# Harrington (Northamptonshire)
Harrington is een civil parish in het bestuurlijke gebied Kettering, in het Engelse graafschap Northamptonshire met 146 inwoners.